# A. J. Pero
A. J. Pero (teljes nevén Anthony Jude Pero) (Staten Island, 1959. október 14. – New York, 2015. március 20.) amerikai dobos, két világhírű zenekar tagja. A Twisted Sisterrel kezdődött a karrierje, 2013-tól az Adrenaline Mob supergroupban váltotta Mike Portnoyt.
Születési helyén nőtt fel, a Staten Island-i St. Peter's Boys' High School katolikus középiskolában kezdte tanulmányait, de mivel ott a haját levágatták volna, átment New York Citybe, a New Dorp High Schoolba, ahol 1977-ben végzett. Itt kezdett dobolni, eleinte dzsessz irányzatban, ám a Led Zeppelin és a Rush hatására a hard rock felé fordult. 1982-ig taxisként dolgozott New Yorkban, miközben különböző helyi zenekarokban dobolt.
1981-ben csatlakozott az akkor már kilencéves Twisted Sisterhez, amely éppen debütáló albuma felvételei és kiadása előtt állt. A glam rock és heavy metal elegyítéséből alkotott glam metal azonnal hatalmas sikert aratott. Négy album után, 1986-ban kilépett a zenekarból, amely 1988-ban meg is szűnt. Hosszú ideig egy Ozzy Osbourne cover bandben játszott. Ekkor dobolt Eric Carr-ral is, ebből egy szám megjelent Carr 2011-es emlékalbumán. Az 1997-ben újjáalakított Twisted Sisterben zenélt ismét, majd ezzel párhuzamusan, 2013. december 3-tól a Twisted Sister-turnék közti szünetekben az Adrenaline Mobbal játszott. Ennek turnébuszában találtak rá eszméletlenül 2015. március 20-án, majd sikertelen élesztési kísérletek után a New York-i Poughkeepsie kórházba szállították, ahol elhunyt. A halál oka szívroham.

## Diszkográfia
- Under the Blade (1982, Twisted Sister)
- You Can’t Stop Rock ’n’ Roll (1983, Twisted Sister)
- Stay Hungry (1984, Twisted Sister)
- Still Hungry (2004, Twisted Sister)
- A Twisted Christmas (2006, Twisted Sister)
- Unfinished Business (2011, Eric Carr emlékalbum, Elephant Man című dal)
- Men of Honor (2014, Adrenaline Mob)